# Tong sui
Tong sui (caratteri cinesi: 糖水; pinyin: táng shuǐ; jyupting: tong4 seoi2; traduzione: acqua zuccherata), o anche tim tong (caratteri cinesi: 甜湯; pinyin: tián tāng; jyupting: tim4 tong1; traduzione: zuppa dolce), è un termine comune per indicare qualsiasi tipo di zuppa dolce o crema pasticcera calda che si serve come dessert alla fine dei pasti nella cucina cantonese.
Il tong sui è originario della regione storica cinese del Lingnan, di cui fanno parte Guangdong, Guangxi, Hainan, Hong Kong, Macao e alcune parti di altre province della Cina. Pertanto, in senso stretto, il termine tong sui è usato per riferirsi ai dessert brodosi del Lingnan, mentre occasionalmente è usato anche in senso lato, riferendosi a qualsiasi dessert brodoso nelle regioni di lingua cinese.
Una grande varietà di tong sui può essere trovata nei negozi specializzati dedicati a questi dolci, chiamati negozi di tong sui. Oggi hanno guadagnato importanza in altre parti della Cina e all’estero. Le persone possono trovare negozi di tong sui in varie parti del Canada, dell'Australia e degli Stati Uniti d'America, dimostrando il fascino globale esercitato da questo genere di pietanze.

## Storia

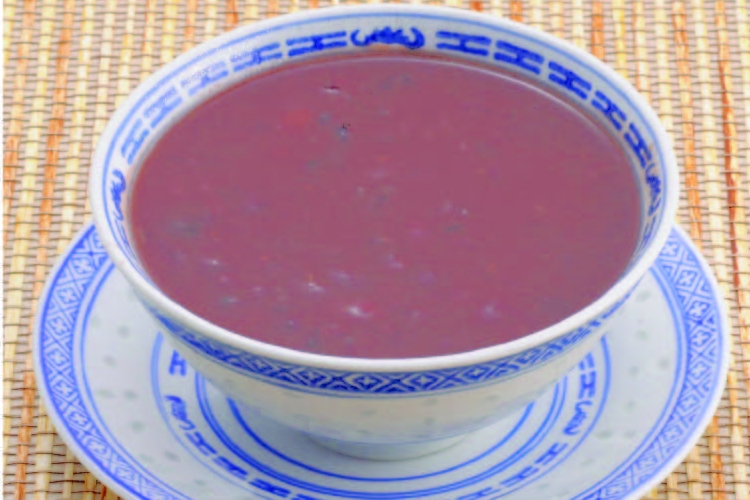
Tong sui ai fagioli dolci assortiti.

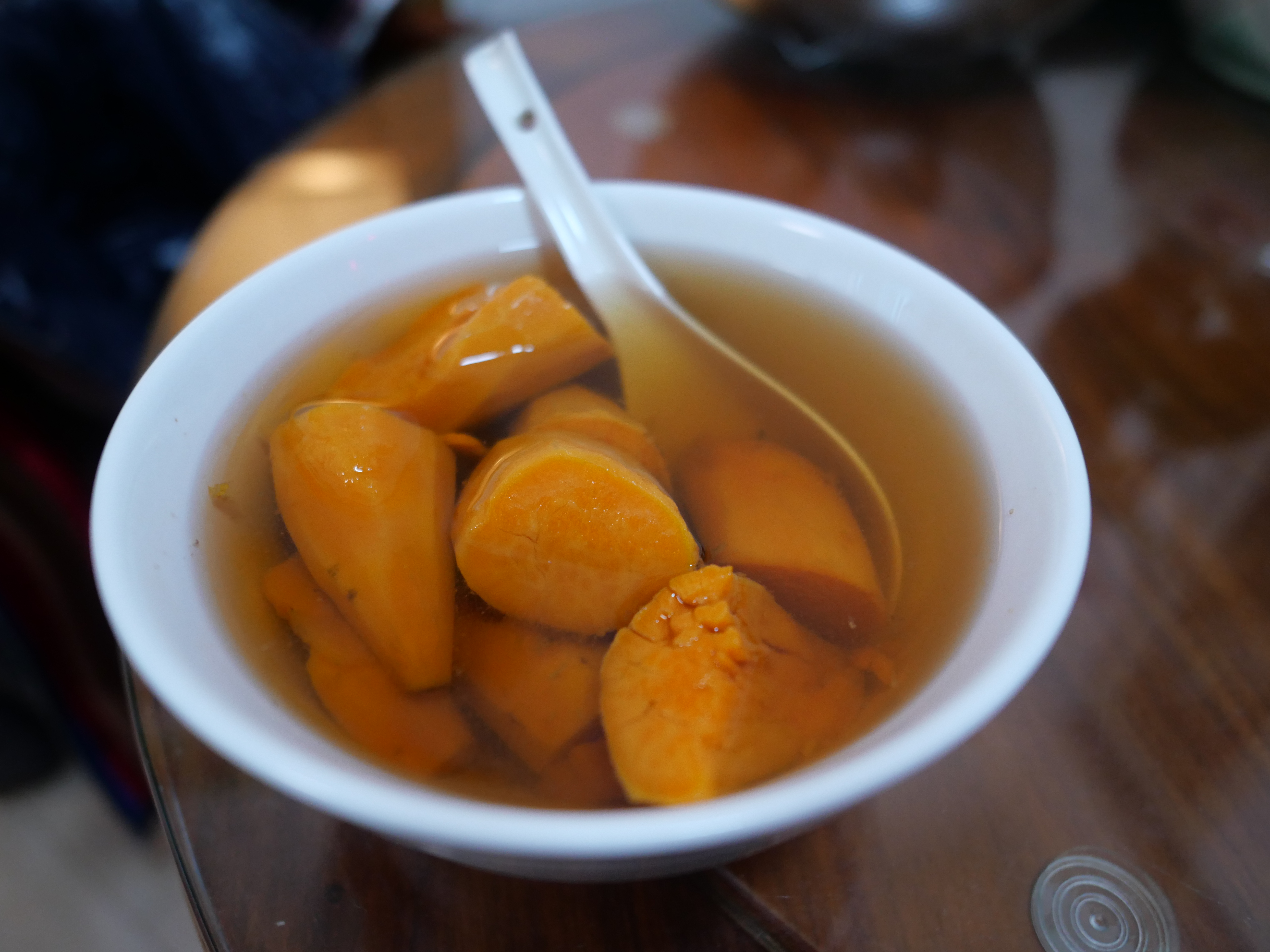
Tong sui casalingo alle patate dolci.

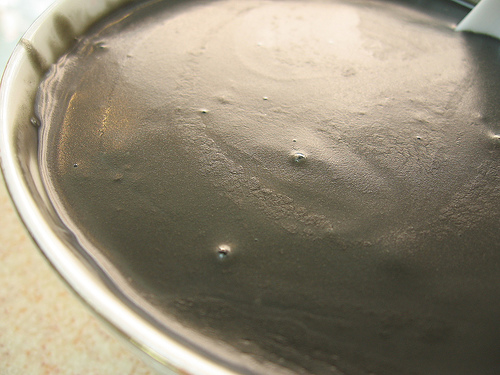
Tong sui al sesamo nero.

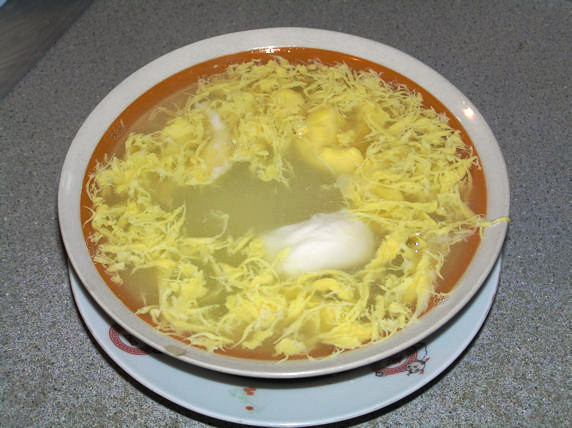
Tong sui all'uovo.

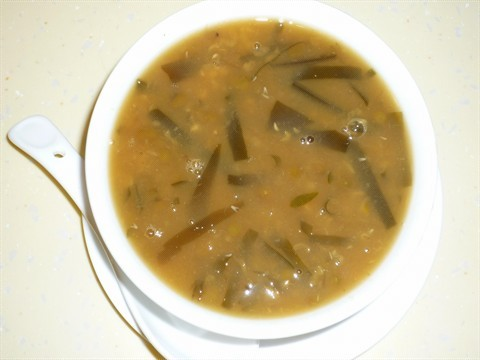
Tong sui ai fagioli verdi con alghe.

L'origine del tong sui è difficile da rintracciare e anche il suo sviluppo nelle diverse regioni è vario.
Una delle teorie principali è che il clima nel Lingnan è caldo e umido e la medicina tradizionale cinese ritiene che questo clima faccia sì che le persone prendano umidità e calore interno, e lo zucchero ha l'effetto di eliminare questi. Inoltre, la regione del delta del fiume Pearl è un'area subtropicale con abbondante produzione di canna da zucchero, quindi le persone in queste aree hanno la tradizione di "bollire acqua zuccherata" per avere benefici per la salute.
A Guangzhou, nel Guangdong, all'inizio del XX secolo c'erano negozi di tong sui. All'inizio la maggior parte di loro vendeva zuppa di sesamo nero, zuppa di fagioli mung, zuppa di mandorle e zuppa di patate dolci. Poiché il prezzo dei prodotti era basso, la pietanza ha guadagnato popolarità tra la gente e l'industria si è sviluppata bene. Più tardi, negli anni '30, apparvero sul mercato e divennero di moda i tong sui a base di latte, come la cagliata di latte al vapore e la cagliata di latte allo zenzero.
I negozi di tong sui di Hong Kong risalgono principalmente al dopoguerra. I migranti cinesi hanno portato le zuppe dolci della loro città natale a Hong Kong, come la zuppa di fagioli rossi di Guangzhou e il tangyuan di Shanghai. I nuovi arrivati vendevano tong sui nelle bancarelle di cibo appena aperte lungo la strada e nelle case da tè cinesi. Tra gli anni '80 e '90 l'economia di Hong Kong si sviluppò rapidamente e il tenore di vita aumentò. I dessert e le zuppe dolci occidentali venivano importati a Hong Kong da alberghi occidentali o da cuochi che avevano studiato in Occidente. Sotto l'influenza occidentale, le persone iniziarono a utilizzare la frutta fresca per creare tong sui di nuovo stile come il pudding di tapioca. Molti negozi cinesi di tisane come Hui Lau Shan si trasformarono in negozi di tong sui. Nel XXI secolo, i negozi della catena Tong Sui sono diventati più importanti e raccomandati come attrazioni turistiche dall'Ente per il turismo di Hong Kong.

## Ricetta tradizionale

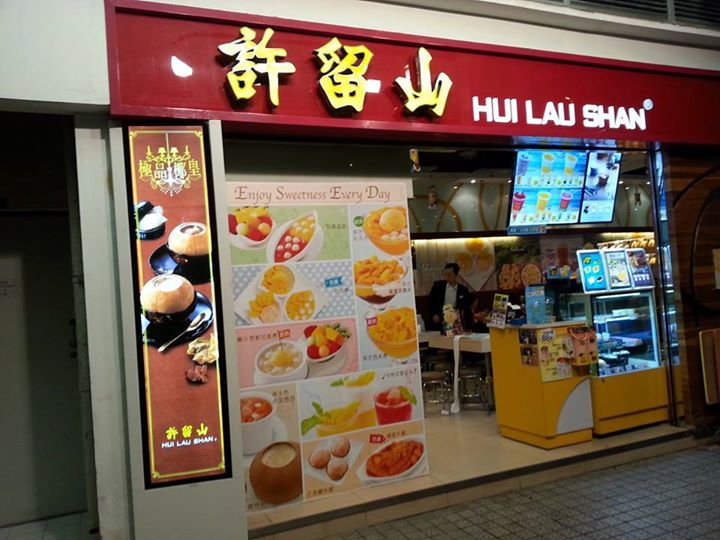
Negozio di tong sui Hui Lau Shan a Hong Kong, 2014.

Storicamente, gli ingredienti base dei tong sui tradizionali sono fagioli, latte e frutta. I dessert e le zuppe dolci fornite nei menù dei tradizionali negozi di tong sui sono principalmente zuppe dolci in stile cinese. Gli alimenti di base come la zuppa di fagioli rossi e la zuppa di mandorle dolci sono tipi comuni di zuppe dolci vendute nei normali negozi di tong sui.

## Diffusione
Essendo una specialità cantonese, il tong sui si trova raramente in altre cucine regionali cinesi. Nelle comunità cantonesi all'estero, i dessert sotto forma di zuppa non vengono riconosciuti come facenti parte di una categoria a sé stante, e così il termine tong sui non viene mai usato.
Ad Hong Kong ed in Malaysia esistono tantissime varietà di tong sui, cosicché nei tipici mercati alimentari e notturni si sono venute a creare bancarelle che vendono esclusivamente questi diversi tipi di dessert. Tali bancarelle sono divenute popolari anche nelle comunità sinofone oltreoceano, tanto che si possono trovare in diversi luoghi di Canada, Australia e Stati Uniti.

## Varietà comuni
| Nome italiano              | Nome cinese    | Descrizione                                                                                      |
| -------------------------- | -------------- | ------------------------------------------------------------------------------------------------ |
| Zuppa di cumino nero       | 芝麻糊         |                                                                                                  |
| Douhua                     | 豆花, 豆腐花   | pudding di tofu                                                                                  |
| Tong sui all'uovo          | 雞蛋糖水       | popolare ad Hong Kong e nella Cina meridionale                                                   |
| Got fan                    | 葛粉           | zuppa di kudzu                                                                                   |
| Guilinggao                 | 龜苓膏         | zuppa di tartaruga scatola cinese dalle tre fasce                                                |
| Hasma                      | 雪蛤           | dessert fatto con tube di Falloppio di rana essiccate, le quali si crede abbiano poteri benefici |
| Zuppa di fagioli rossi     | 紅豆湯, 紅豆沙 |                                                                                                  |
| Sai mai lo, o Sago         | 西米露         | dessert composto da tapioca perlacea, cocco e latte evaporato                                    |
| Zuppa di fagioli mungo     | 綠豆湯, 綠豆沙 | accompagnata a volte anche da alghe commestibili                                                 |
| 6 sapori                   | 六味           |                                                                                                  |
| Zuppa di burro di arachidi | 花生糊         |                                                                                                  |
| Crema di uova al vapore    | 燉蛋           |                                                                                                  |
| Crema di latte al vapore   | 燉奶           |                                                                                                  |
| Zuppa di patate dolci      | 番薯糖水       |                                                                                                  |
| Zuppa di mandorle dolci    | 杏仁糊         |                                                                                                  |
| Zuppa di noci dolci        | 核桃糊         |                                                                                                  |